# Aerobiont I

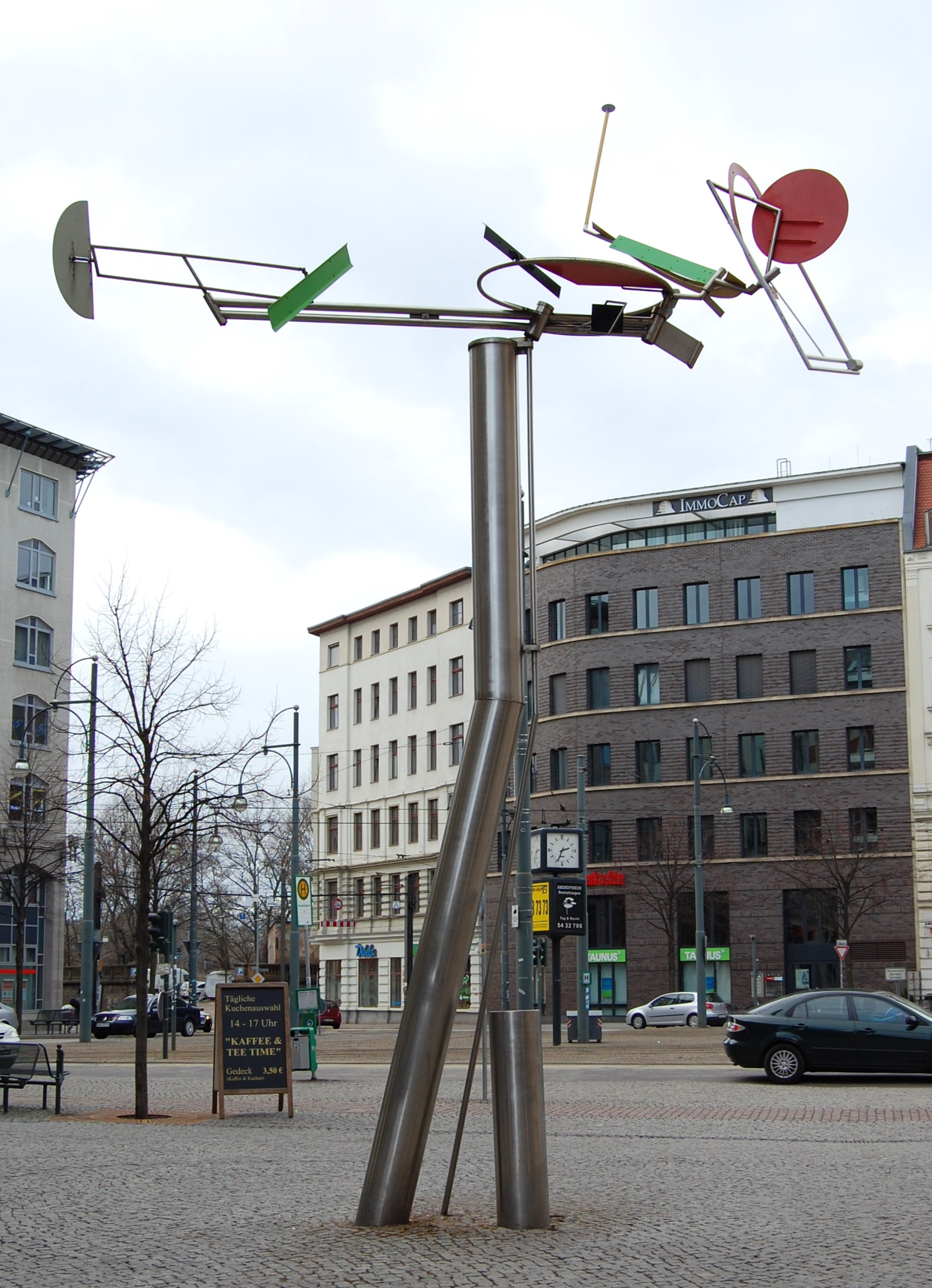
Aerobiont I

Aerobiont I ist eine als Mobile gestaltete Plastik in der Magdeburger Altstadt.

## Lage und Geschichte
Das Mobile befindet sich auf der Ostseite des Hasselbachplatzes in der Einmündung der hier als Fußgängerbereich ausgestalteten Liebigstraße.
Aerobiont I wurde 1992/1993 von Jörg-Tilmann Hinz gestaltet, der sich in einem Wettbewerb für ein Kunstwerk zur Aufstellung auf dem städtebaulich bedeutsamen, die südliche Zufahrt zur Magdeburger Innenstadt markierenden Hasselbachplatz durchgesetzt hatte. Ursprünglich sah der Wettbewerb vor, das Objekt in der Mitte des Hasselbachplatzes aufzustellen. Dort hatte im Zeitraum ab 1900 für längere Zeit der Hasselbachbrunnen gestanden, der später jedoch versetzt wurde. Aufgrund der den Platz in der Mitte durchfahrenden Straßenbahnen, wurde hiervon jedoch abgerückt und der heutige Standort gewählt.

## Ausführung
Aerobiont I ist aus Stahl, Edelstahl und Aluminium gefertigt und wurde durch Schweißen und Montage errichtet. Teile sind in Grün und Rot lackiert. Das Werk hat eine Höhe von 8 Metern. In Breite und Tiefe misst es 4,5 Meter. Viele der einzelnen Teile sind durch Kugellager beweglich verbunden und werden durch den Wind bewegt. Der Name Aerobiont spielt auf das Erfordernis des Luftzuges an und wird sonst für Lebewesen gebraucht, die auf die Luft angewiesen sind.
Interesse des Künstlers soll es gewesen sein, die ständig veränderte Aktivierung des Raums sowie die verschiedenen Möglichkeiten des miteinander in Beziehung tretens umzusetzen. Dies im Spannungsfeld zwischen einem technisch/mechanischen System einerseits, wie es die Plastik darstellt und organischen Strukturen andererseits, die durch die komplexen Bewegungsabläufe, das Spielhafte und Gestische der Plastik assoziiert werden sollen.